# Tetrazyklisches Antidepressivum
Tetrazyklische Antidepressiva sind Psychopharmaka, die zur Behandlung von depressiven Erkrankungen eingesetzt werden. Sie stellen eine Weiterentwicklung der trizyklischen Antidepressiva dar, denen sie strukturell und pharmakologisch ähneln. In ihrer chemischen Struktur weisen sie nicht drei, sondern vier (kondensierte) Kohlenstoffringe auf. Ihre Wirkung beruht vermutlich im Falle von Mianserin und Mirtazapin auf einer Blockade präsynaptischer α2-Rezeptoren und postsynaptischer 5-HT2- und 5-HT3-Rezeptoren. Eine gewisse Hemmung der Wiederaufnahme  vor allem von Noradrenalin aus dem synaptischen Spalt spielt möglicherweise eine Rolle.

## Wirkstoffe
- Mianserin
- Mirtazapin
- Maprotilin